# برام إيفرز
برام إيفرز (بالهولندية: Bram Evers)‏ هو مدرب كرة قدم هولندي، ولد في 16 يوليو 1886، وتوفي في 7 أكتوبر 1952.

## وصلات خارجية
- برام إيفرز على موقع أوليمبيديا (الإنجليزية)